# Квічаль целебеський
Квіча́ль целебеський (Geokichla erythronota) — вид горобцеподібних птахів родини дроздових (Turdidae). Ендемік Індонезії. Раніше вважався конспецифічним з іржастим квічалем.

## Опис

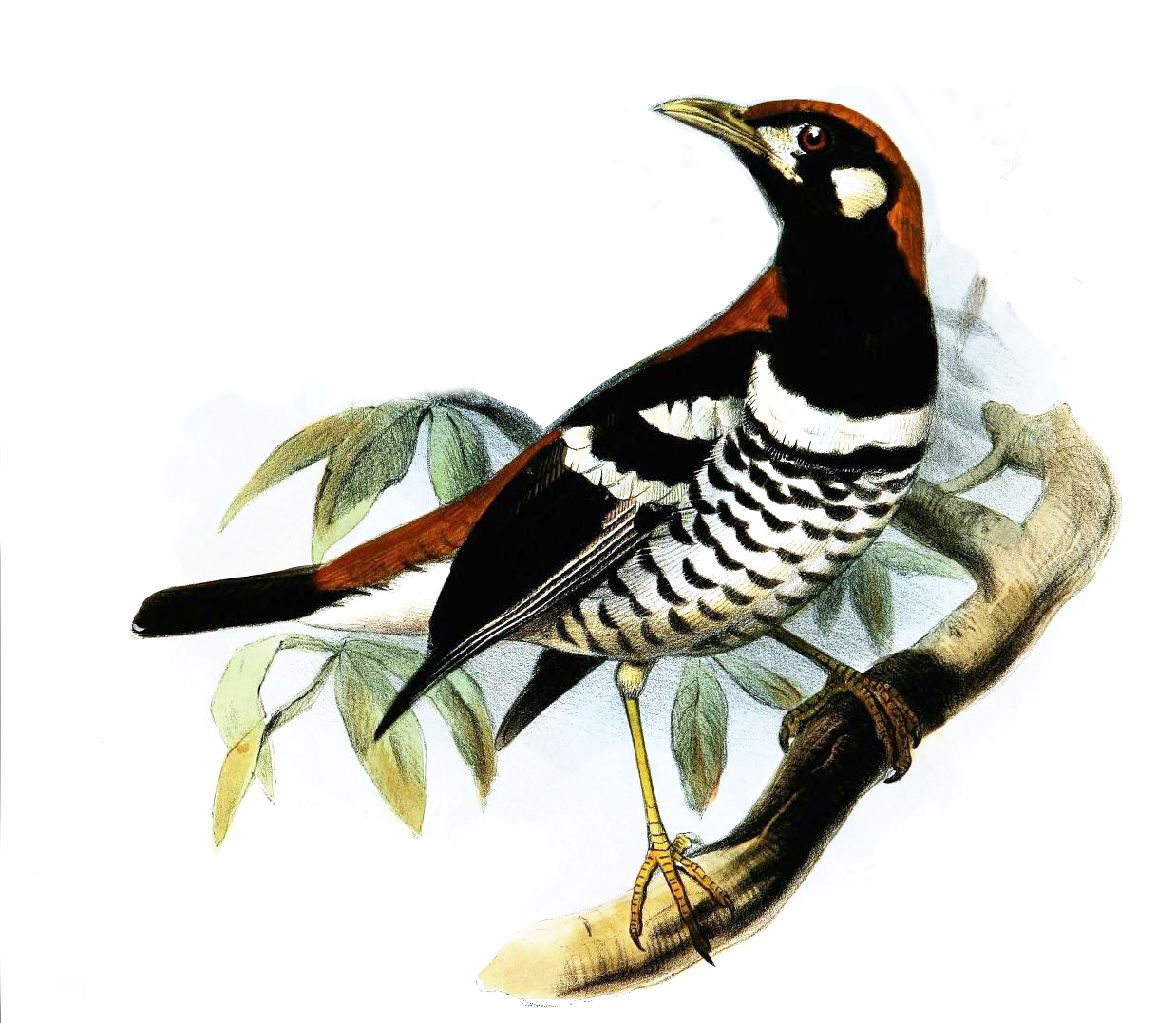
Целебеські квічалі

Довжина птаха становить 19-21 см. Голова і верхня частина тіла іржасто-коричневі, крила чорні з двома широкими білими смугами. На обличчі білі плями. Підборіддя, горло і груди чорні, решта нижньої частини тіла білувата, поцяткована чорними смугами. У представників підвиду G. e. kabaena голова і верхня частина тіла чорні.

## Підвиди
Виділяють два підвиди:
- G. e. erythronota Sclater, PL, 1859 — острови Сулавесі і Бутон;
- G. e. kabaena (Robinson-Dean, Willmott, Catterall, Kelly, Whittington, Phalan, Marples & Boeadi, 2002) — острів Кабаена[en].

## Поширення і екологія
Целебеські квічалі мешкають на Сулавесі та на сусідніх островах. Вони живуть у вологих рівнинних тропічних лісах, в чагарникових і бамбукових заростях та на плантаціях. Зустрічаються поодинці або парами, на висоті до 1000 м над рівнем моря.

## Збереження
МСОП класифікує стан збереження цього виду як близький до загрозливого. За оцінками дослідників, популяція целебеських квічалів становить від 100 до 500 тисяч птахів. Їм загрожує знищення природного середовища.